# Pyramodon punctatus
Pyramodon punctatus är en fiskart som först beskrevs av Regan, 1914.  Pyramodon punctatus ingår i släktet Pyramodon och familjen nålfiskar. Inga underarter finns listade i Catalogue of Life.